# Lapalco
Lapalco è il secondo album del cantautore statunitense Brendan Benson, pubblicato dall'etichetta discografica Startime International il 26 febbraio 2002.
Contiene 13 brani, dei quali 8 composti dal solo Benson, mentre i 5 restanti sono stati scritti insieme a Jason Falkner, che è anche coproduttore dell'album insieme all'interprete.

## Tracce
1. Tiny Spark – 3:16 (Benson/Falkner)
2. Metarie – 3:41
3. Folk Singer – 3:50 (Benson/Falkner)
4. Life in the D – 3:13
5. Good to Me – 2:47 (Benson/Falkner)
6. You're Quiet – 2:47
7. What – 3:36 (Benson/Falkner)
8. Eventually – 4:17
9. I'm Easy – 2:59 (Benson/Falkner)
10. Pleasure Seeker – 3:35
11. Just Like Me – 3:55
12. Jet Lag – 4:37

- Metarie (demo version) (traccia nascosta) – 3:30